# Atrichobrunettia ampla
Atrichobrunettia ampla är en tvåvingeart som beskrevs av Freddy Bravo 2006. Atrichobrunettia ampla ingår i släktet Atrichobrunettia och familjen fjärilsmyggor. Inga underarter finns listade i Catalogue of Life.